# Kaliputih (Purwojati)
Kaliputih is een bestuurslaag in het regentschap Banyumas van de provincie Midden-Java, Indonesië. Kaliputih telt 1922 inwoners (volkstelling 2010).